# Бушприт

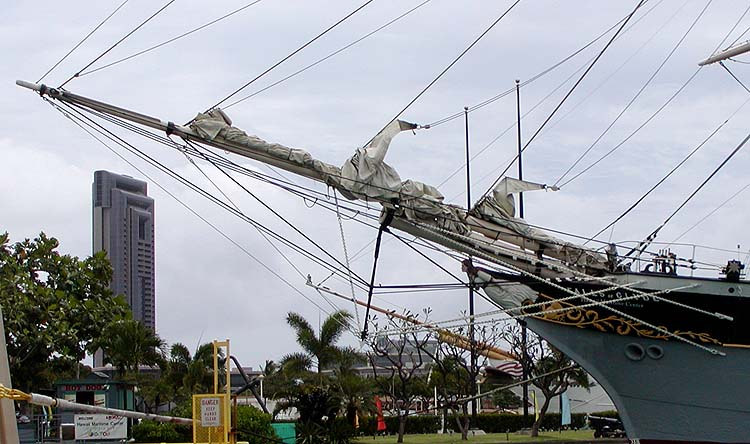
Бушприт судна «Falls of Clyde»

Бушпри́т, бугшпри́т (нід. boegspriet; від boeg — «ніс» + spriet — «піка», «рожен», або від англ. bowsprit) — горизонтальне або похиле рангоутне дерево, що виступає вперед з носа вітрильного судна. Призначений для винесення вперед центру вітрильності, що покращує маневреність судна. До бушприта кріпляться стень-штаги (штаги фор-стеньг), а також такелаж носових косих вітрил — кліверів та стакселів.

## Опис

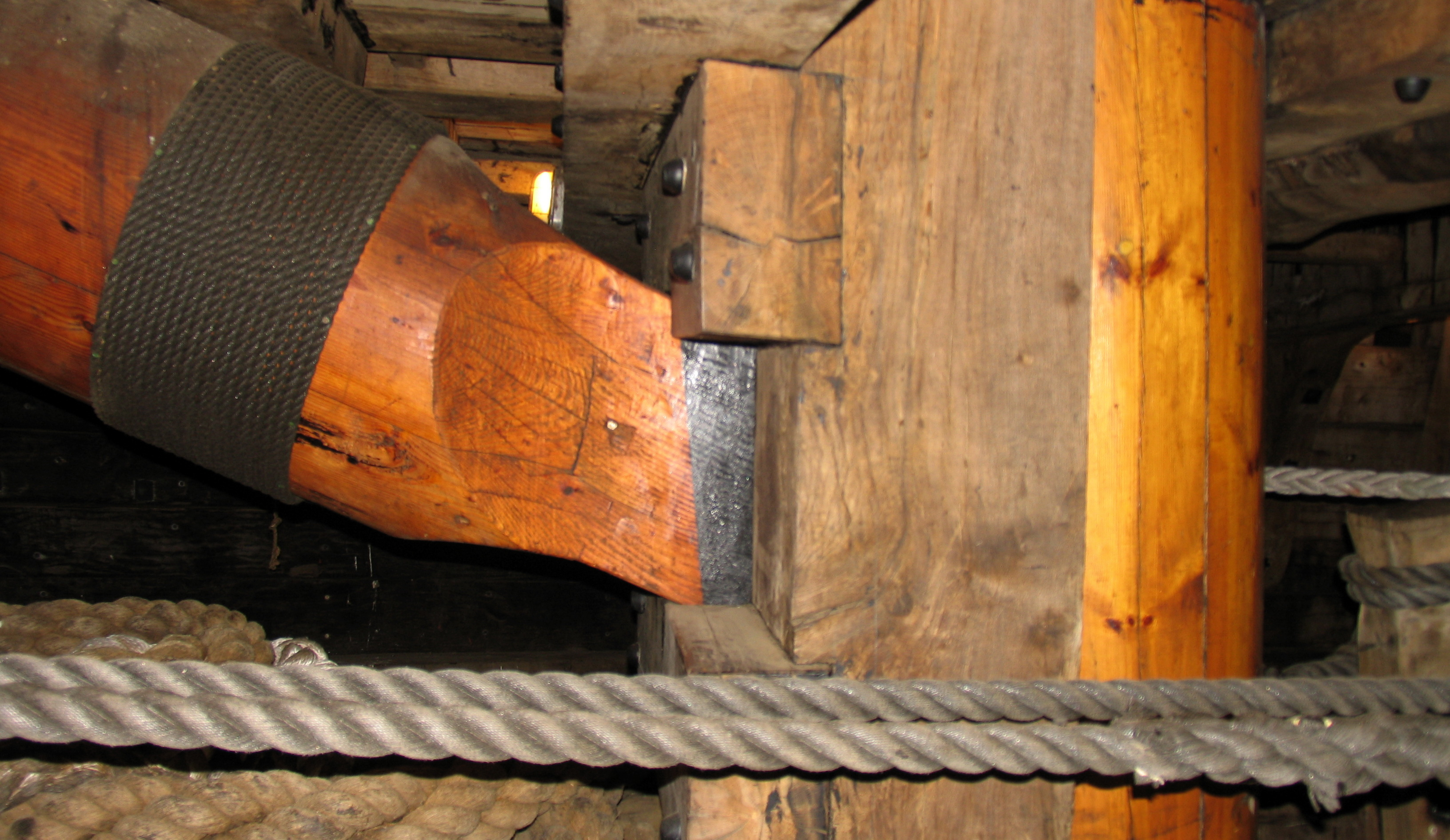
Степс і п'яртнерс бушприта репліки галеона «Батавія»

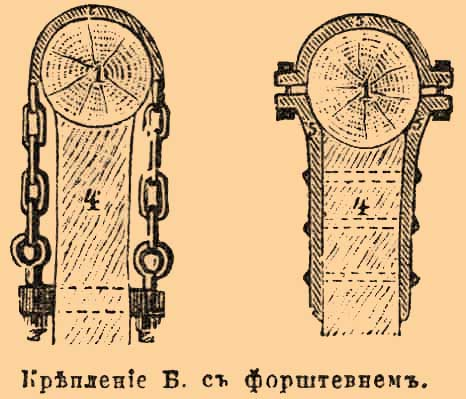
Кріплення бушприта до форштевня: ланцюгами (ліворуч) і бугелями (праворуч)

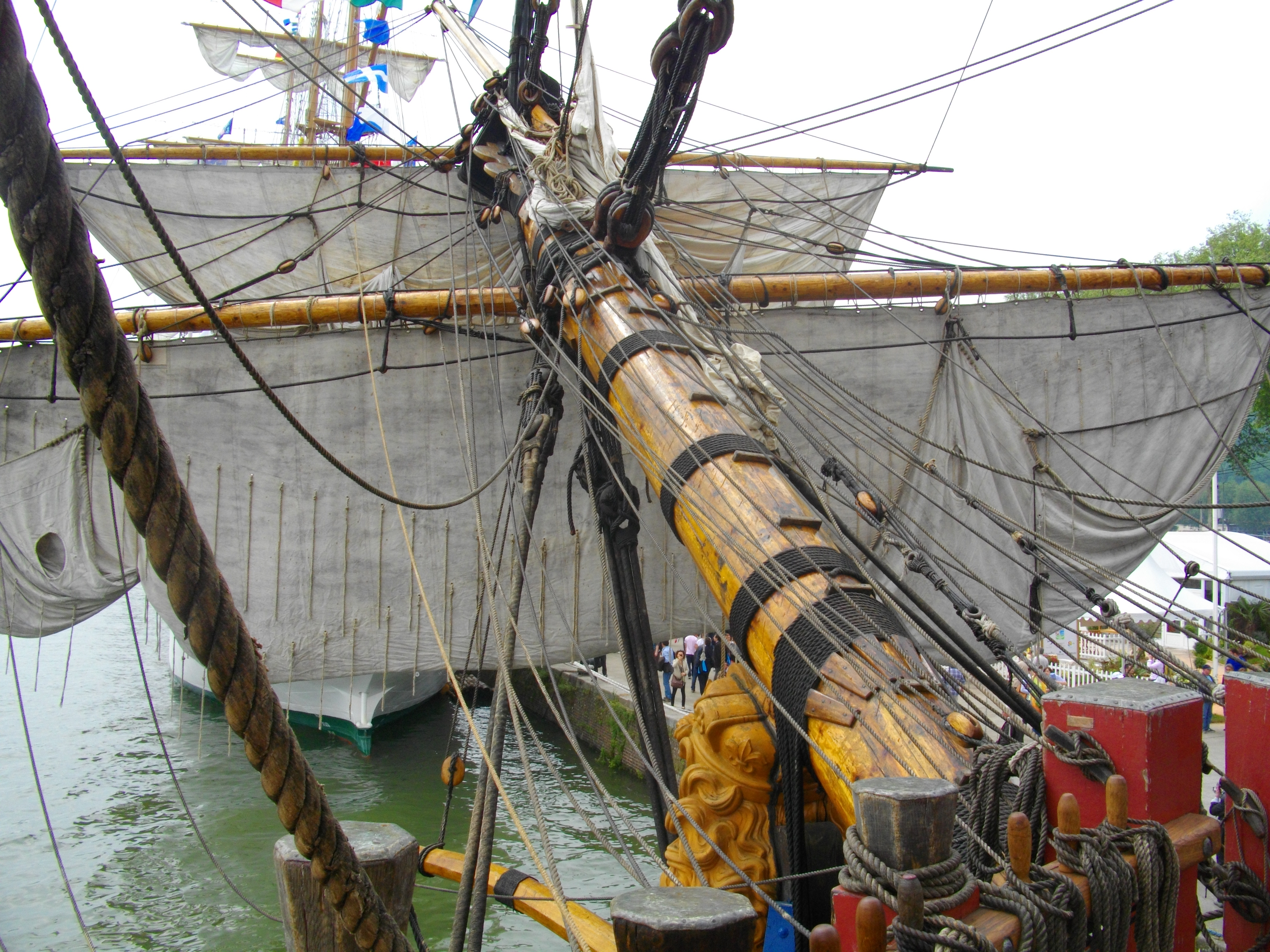
Бушприт корабля «Gotheborg». Видно недгедси (червоні), віоліни, фока-штаг, фор-стень-штаг і ватер-штаг, блінд і бом-блінд на утлегарі

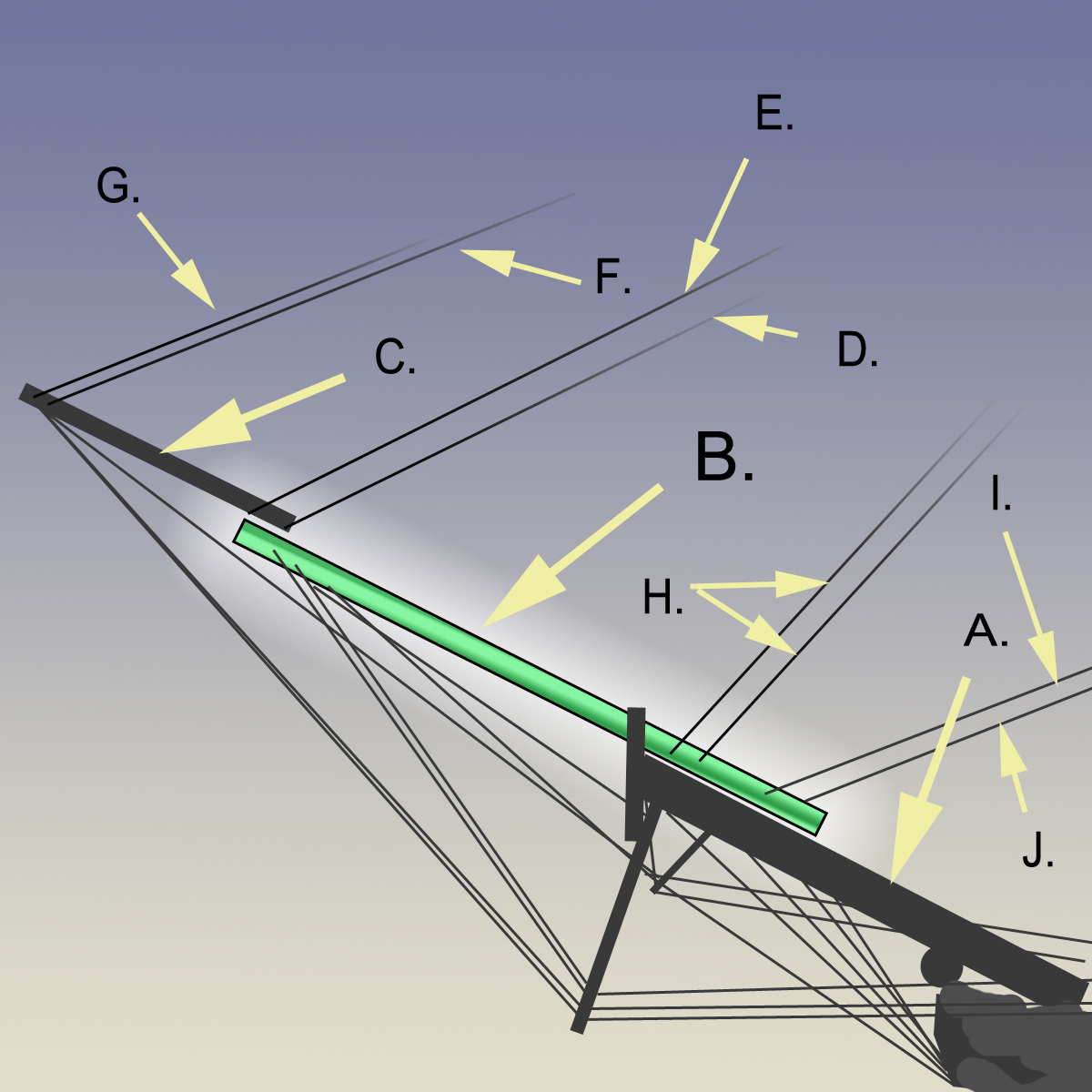
Схема складеного бушприта: A — власно бушприт, B — утлегар, C — бом-утлегар, D — клівер-леєр, E — фор-бом-брам-штаг, F — бом-клівер-леєр, G — фор-брам-штаг, H — подвійний фор-стень-штаг, I — зовнішній фока-штаг, J — внутрішній фока-штаг (фор-лось-штаг).

На великих вітрильниках дерев'яний бушприт роблять складеним — з кількох окремих деталей (осьового шпинделя і бокових фіш), скріплених бугелями і болтами. Задній кінець бушприта називається шпор, як у щогли, передній — нок, як у гіка, гафеля або реї. Кут підвищення бушприта зазвичай становить від 30° до 36°. До нока часто приставляють додаткові рангоутні дерева: продовженням бушприта є утлегар, а продовженням утлегаря — бом-утлегар. Для з'єднання утлегаря з бушпритом на ноку останнього встановлюється бушпритний езельгофт.
Бушприт впирається своїм шпором у гніздо (степс), встановлене в особливій конструкції — п'яртнерсі, яка, як правило, примикає до фок-щогли. Потім проходить між бітенгами, а далі над верхнім кінцем форштевня між недгедсами. Безпосередньо на носі судна бушприт кріпиться за допомогою бугелів — металевих бандажів, що притискують його до форштевня. На старовинних суднах з носовим гальюном застосовувався ватер-вулінг — потужний тросовий бандаж, що багатьма шлагами охоплював бушприт у середній частині, проходячи скрізь гальюнну решітку і далі через витягнутий отвір у княвдигеді під гальюном. На старовинних суднах бушприт лежав на дерев'яній штуці — стандерс-індигеді, який примикав спереду до форштевня.
Бушприт розкріпляється своїм стоячим такелажем: ланцюговими або тросовими ватер-штагом і ватер-бакштагами. Продовження бушприта (утлегар і бом-утлегар) розкріпляються тросовими утлегар- і бом-утлегар-бакштагами, проведеними через спеціальні горизонтальні розпірки — блінда-гафелі (вуси бушприта) до бортів судна, а також утлегар- і бом-утлегар-штагом, що йдуть до бака через мартин-гік.
До бушприта кріплять фока-штаг і фор-стень-штаг, які утримують спереду фок-щоглу. На старовинних кораблях нижче бушпритного езельгофта обабіч бушприта розміщалися віоліни — приробки у вигляді літери В, які разом зверху нагадували формою скрипку (англ. violin). Через отвори у віолінах проводили фор-стень-штаг і фор-стень-лось-штаг, два інших отвори призначалися для проведення аварійних штагів. З кінця XVIII століття віоліни набувають форми простих брусів.
Під бушпритом, утлегарем і бом-утлегарем на підпертках підвішували перти. Нок утлегаря з'єднувався з баком тросом — заспинником бушприта (лоп-штагом), що служив поручнем для страхування моряків під час переміщення по бушприту.
Бушприт може бути висувним, а також піднімним. Останній використовувався на військових кораблях другої половини XIX ст., озброєних тараном.
Десь до початку XIX під бушпритом укріпляли блінда-рею, яка несла пряме вітрило — блінд. Наприкінці XVI — початку XVIII століття на бушприті зазвичай встановлювали невелику щоглу — блінда-стеньгу. На ній кріпили бовен-блінда-рею, на якій підіймався бом-блінда-бовен. Приблизно з середини XVIII ст. блінда-стеньга була замінена утлегарем з бом-блінда-реєю і бом-бліндом. Близько 1800 року блінд і бом-блінд вийшли з ужитку, і відтоді бушприт служить для несення тільки кліверів зі стакселями. Блінда-рея була вкорочена і стала служити розпіркою для бакштагів, перетворившись на блінда-гафелі. Для підняття гюйса на бушприті кріпився гюйсшток (у разі наявності блінда-стеньги він був її продовженням).
Головною функцією бушприта є віддалення певної частини вітрильності від центру ваги корабля, що дає можливість збільшити обертальну силу передніх косих вітрил. Крім того, бушприт служить для підтримки фок-щогли спереду, саме для цього його посилено скріплюють з форштевнем. При визначенні нахилу бушприта беруть до уваги місце загального центру вітрильності: зі збільшенням нахилу центр вітрильності наближається до носа, що, сприяючи стерну, особливо вигідно під час свіжих вітрів, при яких велика частина суден носить стерно на вітрі і тим зменшує хід. Фок-стаксель і фор-стень-стаксель, що підіймаються на бушприті, врівноважують дію задніх вітрил і служать для ухилення носа судна під вітер.

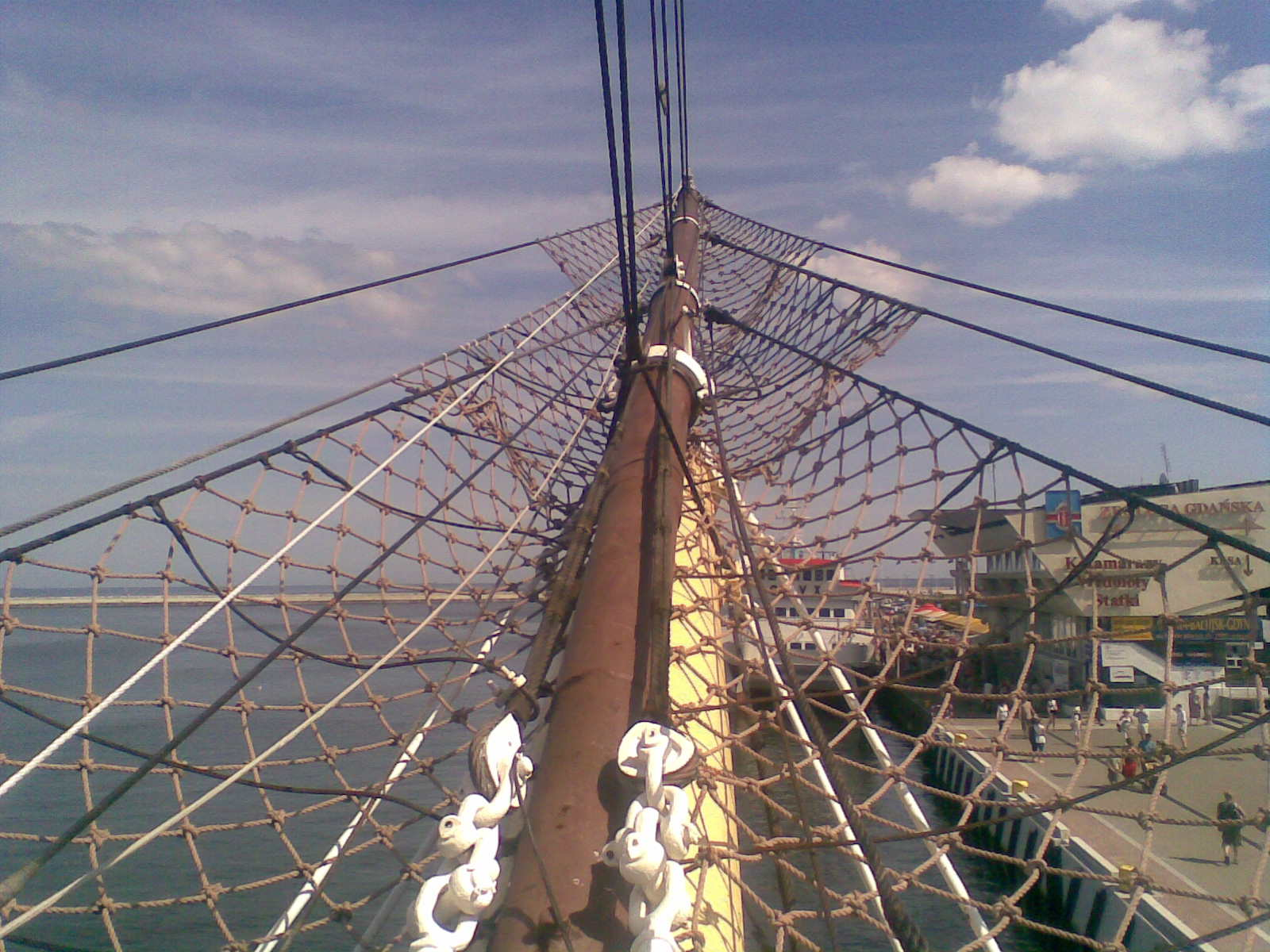
Лоп-штаги і страхувальна сітка. «Дар Помор'я»

## Галерея

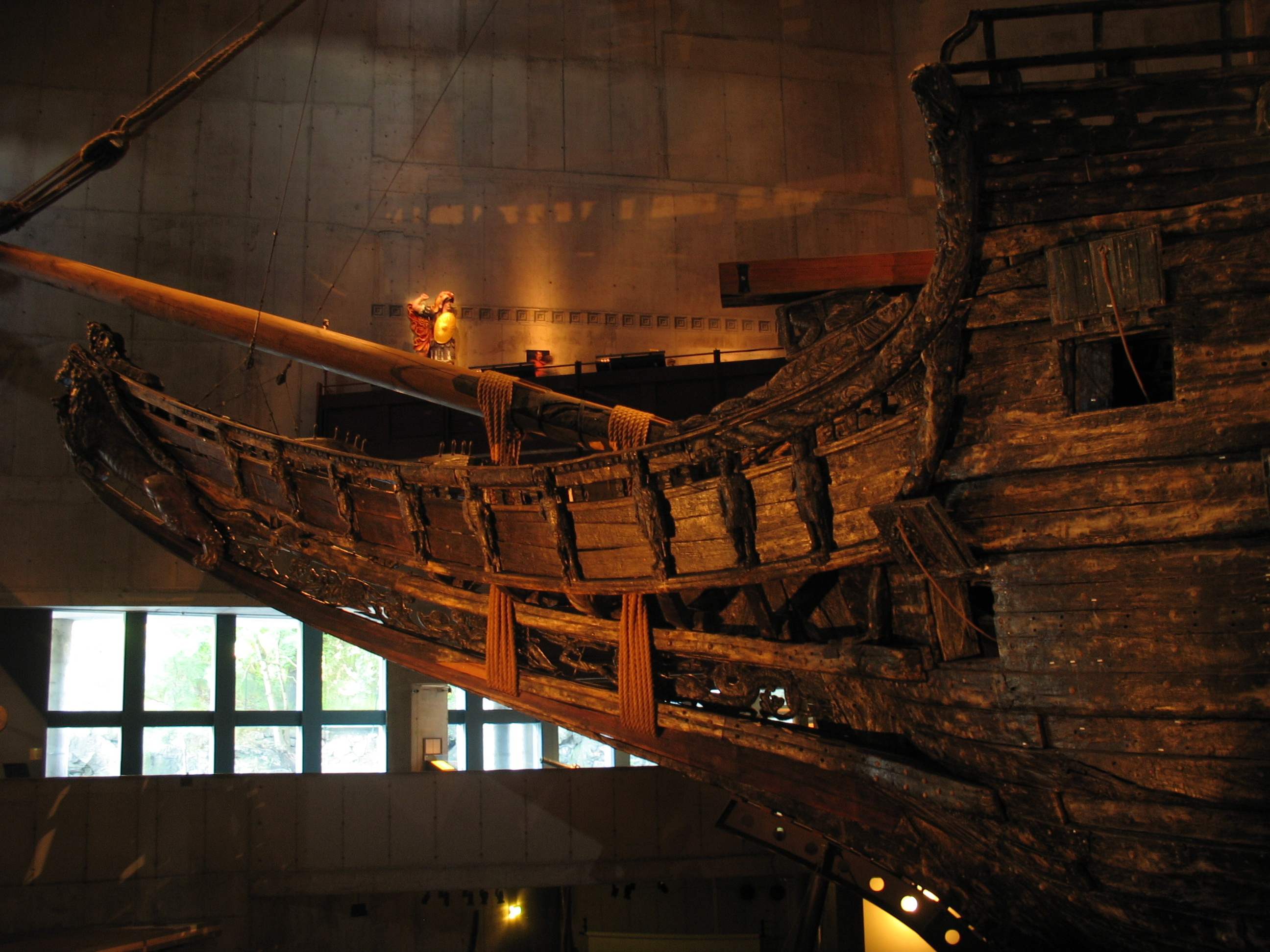
Бушприт з ватер-вулінгами галеона «Ваза»
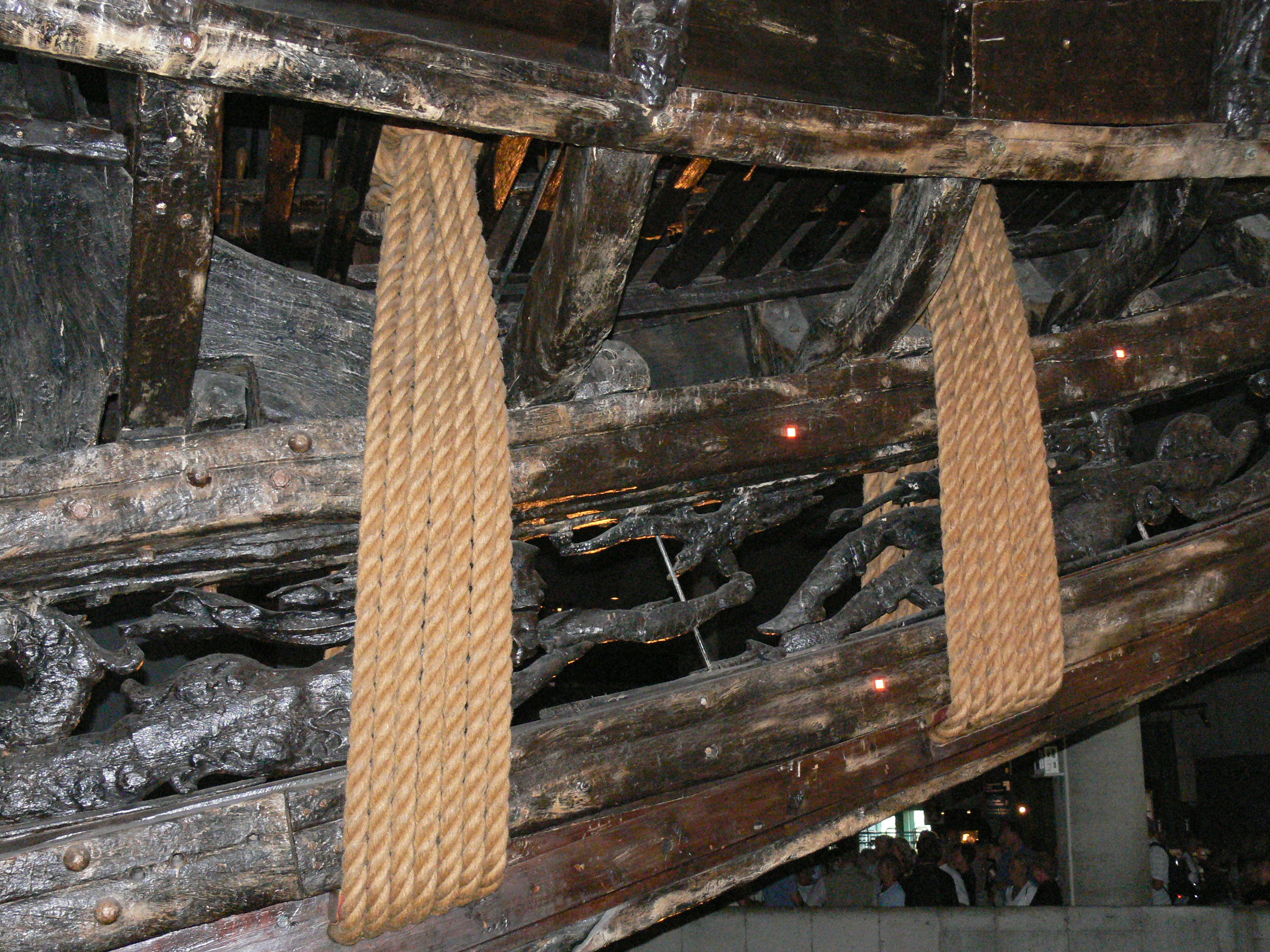
Ватер-вулінги галеона «Ваза»
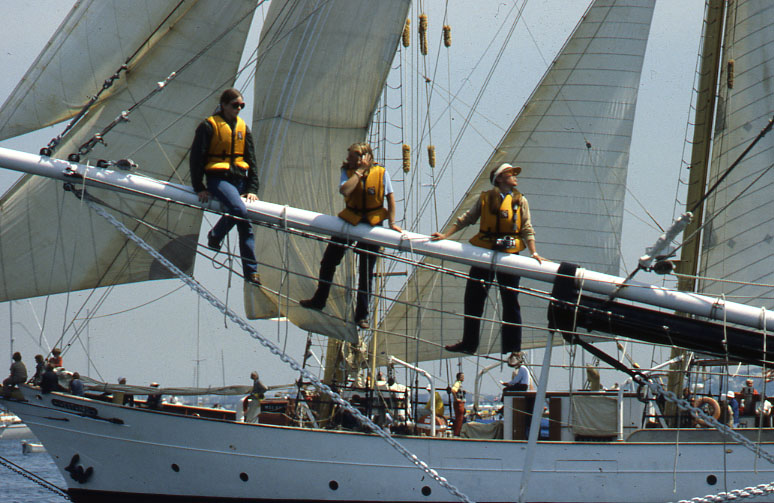
Матроси на утлегар-пертах
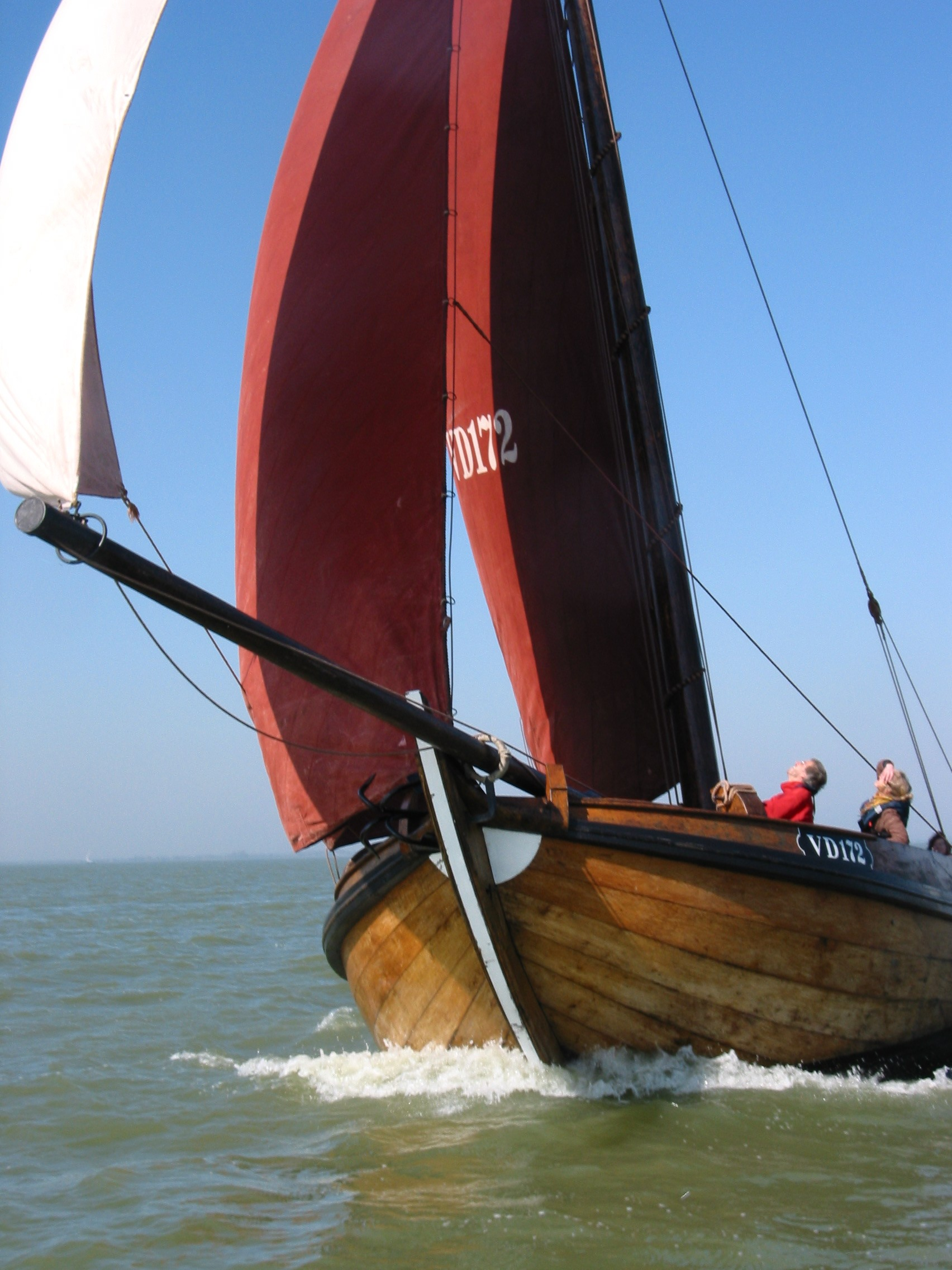
Бушприт нідерландського квака[nl]
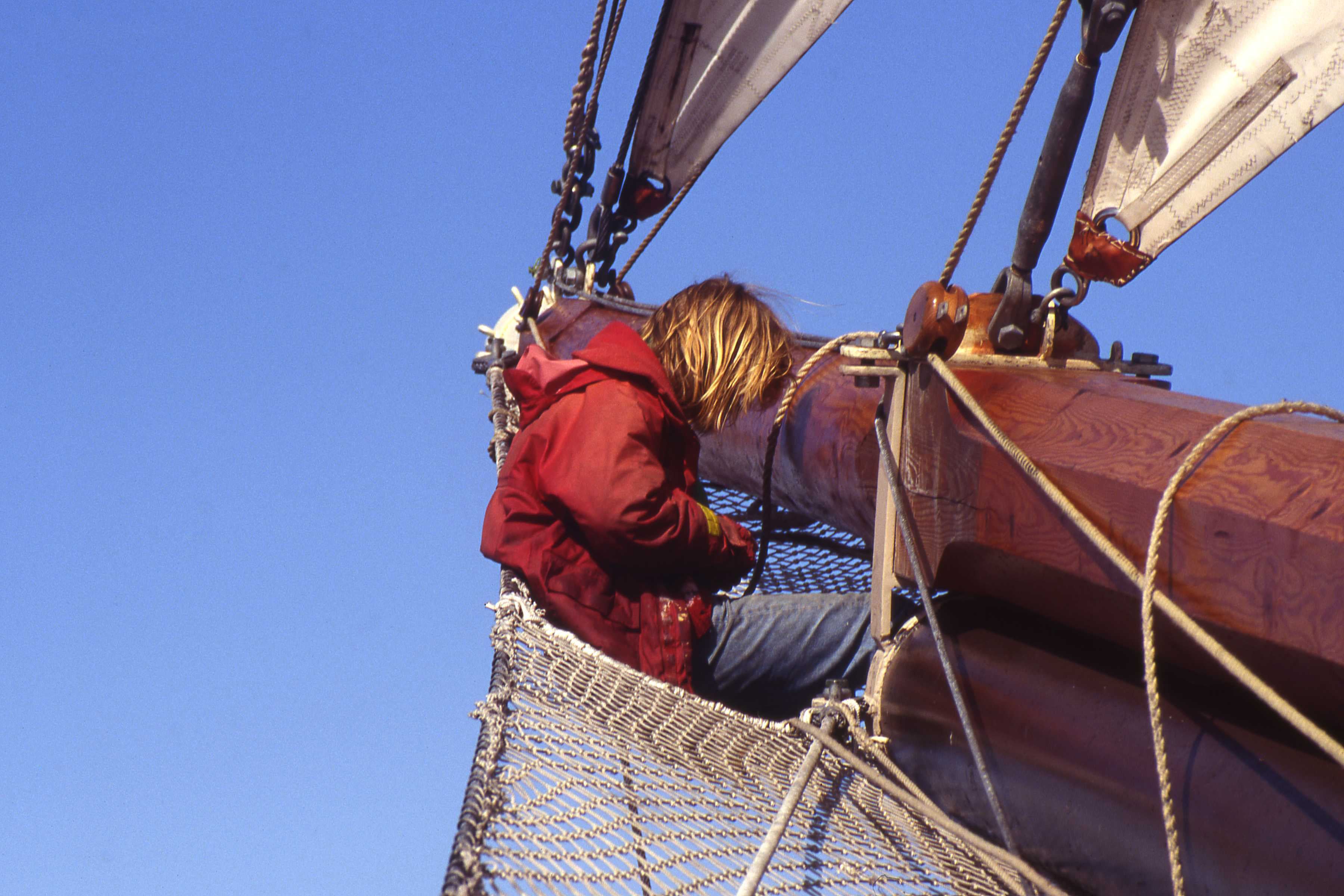
З'єднання бушприта з утлегарем